# Шнапперман, Николай Феофилактович
Шнапперман Николай Феофилактович (1885 г. Гатчина — после 1933 года, ?) — участник Первой мировой и Гражданской войны, лётчик, штабс-капитан Русской Императорской армии, полковник в Белой армии, командир полка в дружине генерала А.Н. Пепеляева, участник Якутского похода, начальник Томского пехотного училища, кавалер орденов Святого Станислава и Святой Анны (Анненского оружия).

## Биография
Родился в 1885 году в Петербургской губернии, в городе Гатчина. Выпускник Реального училища, учился (один курс) в Технологическом институте, два курса в Сельскохозяйственном институте. Окончил Владимирское военное училище (бывшее Санкт-Петербургское пехотное юнкерское училище). Службу проходил в звании подпоручика в 42-м Сибирском стрелковом полку. В сентябре 1913 года по личному прошению был переведён в авиацию и направлен на Теоретические авиационные курсы в Санкт-Петербургский политехнический институт.
После окончания обучения вернулся в свой полк. Участник Первой мировой войны. Дважды ранен, награждён орденом Святой Анны 4-й степени (Анненским оружием). Последнее воинское звание в Русской Императорской армии - штабс-капитан. Октябрьский переворот не принял. Вернулся в Томск, где принял участие в работе в подпольной офицерской организации. После падения в Томске Советской власти возглавил 4-й Томский полк. С 23 сентября 1918 года служил штаб-офицером в штабе в 1-м Средне-Сибирском корпусе. Получил чин капитана. 1.03.1919 года уже подполковник Николай Шнапперман (произведён приказом генерала Р. Гайды) назначен на должность командира в Прифронтовую кадровую бригаду в 1-й Средне-Сибирский корпус. 
В конце 1919 года - назначен начальником Томского пехотного училища, полковник. После поражения корпуса Шнапперман, совершив более чем 1000 километровый переход через Монголию, добрался до Харбина. Там приступил к работе на КВЖД в 8-м коммерческом участке. Узнав, что генерал А.Н. Пепеляев приступил к формированию Сибирский Дружины, вернулся в Россию и принял самое активное участие в деятельности Пепеляева, отвечал за снабжение Дружины.
Участвовал в 1922 — 1923 годах в знаменитом Якутском походе генерала А.Н. Пепеляева. К моменту создания Советского Союза небольшой район, занятый дружиной добровольцев генерала Пепеляева, оставался единственной территорией подконтрольной Белой армии. После разгрома Дружины и массовой сдаче в плен, Шнапперману вместе ещё с тремя офицерами удалось скрыться. Тем не менее, возле города Удска на реке Мая был арестован. Решением военного трибунала 5-й Красной армии полковник Н.Ф. Шнапперман и ещё несколько десятков офицеров Пепеляева были приговорены к расстрелу. Однако, расстрел был заменён 10-ю годами ИТЛ (скорее всего в этом изменении приговора важную роль сыграл тот факт, что Пепеляевым были отпущены на свободу 20000 красноармейцев, взятых в плен его Дружиной). Через несколько лет Шнапперман был досрочно освобождён. Работал в Новосибирске в Запсиблеспромсоюзе агрономом-плановиком. Вновь был арестован органами НКВД и 3 февраля 1933 года приговорён к 10 годам ИТЛ. Дальнейшая судьба неизвестна.